# 阿多野郷
阿多野郷（あだのごう）とは、飛騨国益田郡の郷の一つである。現在の高山市朝日町、高根町全域、及び久々野町の一部に該当する。

## 地形
飛騨川の上流益田川右岸に位置する。南方に木曽街道が通る。地名は天文年間まで数代に渡って居住した阿多野蔵人の家名を取ったとする説があるが、平安末期の「飛騨国雑物進未注進状」に「阿太野山口郷」が見えるため、この頃から存在した地名とも考えられる。阿多野郷は慶長年間初期まで大野郡に属していた。1605年（慶長10年）には大野郡九ヶ郷の中に見られるが、1613年（慶長18年）時点では益田郡小坂郷の中に入れられており、この間に組み替えられたと思われる。1950年4月1日には朝日村・高根村の両村域が再び大野郡に変更された。

## 地域
益田郡内37ヶ村を阿多野郷と称した。久須母村、大西村、柳島村、小屋名村、辻村（以上5ヶ村が「下切組」）、見座村、甲村、小谷村、小瀬村、立岩村（以上5ヶ村が「中切組」）、万石村、上ヶ見村、大広村、黒川村、青屋村、寺沢村、浅井村、寺附村（以上8ヶ村が「上切組」）、小瀬ヶ洞村、黍生谷村、一之宿村、桑之島村、宮之前村、西洞村、胡桃島村（以上7ヶ村が「秋神組」）、猪之鼻村、中之宿村、中洞村、池ヶ洞村、下之向村、日影村（以上6ヶ村が「中洞組」）、大古井村、上ヶ洞村（以上2ヶ村が「大古井組」）、阿多野郷村、野麦村（以上2ヶ村が「野麦組」）、日和田村、小日和田村（以上2ヶ村が「日和田組」）である。
この内下切組、中切組、上切組を「阿多野三切」、中洞組、大古井組、野麦組、日和田組を「奥山中組」と呼んだ。下切組が後の大野郡久々野村（現・高山市久々野町）の一部に、中切組、上切組と秋神組が後の朝日村（現・高山市朝日町）に、奥山中組が後に高根村（現・高山市高根町）に当たる。
益田郡小坂郷（奥組4ヶ村、口組7ヶ村）と合わせて「南方四十八ヶ村」と呼ばれた。その中でも秋神組、奥山中組、奥組に阿多野三切の内の青屋村と辻村を加えた25ヶ村は「山方二五ヶ村」と呼び、少しの焼畑以外に耕地が無く、危険かつ特殊技能を要する元伐稼が無ければ生計の立てられない地域であった。
山間の僻地と認識されており、高山付近では、子供が悪さをした時に「阿多野へ牛追いにやるぞ」というのが最も恐ろしい脅し文句だとされていたという。秋神組、奥山中組（両山中と呼ばれた）では稲が実らないため、雑穀を植え、稗や蕎麦を常食としていた。また、野菜としては蕨やゼンマイ、独活、ウルイ、山牛蒡葉などの山菜を食したという。両山中は耕地が極めて少なく、食料が不足したため、牛を飼育し、高山から隣国への荷物を運送して収入を得たり、他国の山で林業などの賃金労働に雇用されたりして生活していた。村に残った女性や老人なども、蕨の根から蕨粉を作って売るなど、その生活は厳しかった。